# Центрум Науки Коперник (станция метро)
«Це́нтрум Нау́ки Копе́рник» — действующая станция на линии M2 Варшавского метрополитена. Расположена в районе Средместье, вблизи пересечения улиц Тамка и Выбжеже Кощчюшковске (рус. Косцюшковская набережная), под тоннелем Вислострады в окрестностях Щвентокшыского (рус. Святокрестового) моста и вислинских бульваров. Получила своё название от Центра науки «Коперник», расположенного рядом с ней и включающего в себя планетарий «Небо Коперника».
На линии M2 находится на западном участке от реки Вислы, между станциями «Новы Щвят — Универсытет» и «Стадион Народовы» (которая находится на восточном участке от реки Вислы).
Монументальную живопись станции разработал Войцех Фангор.

## История
Станция была открыта 8 марта 2015 года. Вместе с ней были открыты другие станции участка II C: Рондо Дашиньскего, Рондо ОНЗ, Щвентокшыска, Новы Щвят — Универсытет, Стадион Народовы и Двожец Виленьски.